# 吳琮 (雍正進士)
吳琮（？—？），福建将乐縣人，清朝政治人物。同進士出身。

## 生平
雍正十一年（1733年），登癸丑科進士，擔任鹿邑县知县。